# Banda Byte
Byte es una banda mexicana de electro pop integrada por dos elementos Georgina Valdez Levin (vocalista) originaria de Mazatlán y José Antonio Contreras Briseño (DJ) originario del D.F. 
El grupo firmó contrato discográfico con Universal Music Group uno de los Cuatro Grandes Sellos Discográficos. Con el apoyo de la disquera se dieron a conocer con su primer material discográfico homónimo "Byte".

## Historia
El grupo se originó por idea de José Antonio Contreras (DJ Josefo) después de producir el Indie Release "Back Again" en Wisselord Studios (Hilversum Holanda), la idea básica fue retomar la música que los influenció cuando iniciaban sus carreras musicales, el Rock y Pop en español de los 80's.
Georgina vocalista del grupo nació en Mazatlán, Sinaloa, su formación musical comienza con sus estudios de canto en la superior de música, participación en teatro, comedias musicales y como corista, grabación de comerciales cantados, además de estudios de actuación en la casa de teatro.
Josefo el D.J. del grupo nació en el D.F. pero se crio en Toluca junto a una familia de músicos,
El proyecto comenzó cuando Josefo hizo un remix de "Sentido perfecto" (una de las canciones incluidas en el disco) este se la presentó a Nacho (productor) quien conocía a Georgina por la música, comedias musicales y sencillos, después de presentar el proyecto decidieron comenzarlo.
El disco concluyó con 11 canciones cover de los años 80s de grandes agrupaciones de Rock,
como Soda Stereo, Neón, Caifanes (desde 1996 conocidos como Jaguares) y los Enanitos verdes, aunque también se incluían baladas, la diferencia es que Byte se daba a conocer por mostrar estos grandes hits con un sonido electrónico muy fiestero además de ser interpretados por un vocal y un D.J.
El grupo se dio a conocer con su primer sencillo "No me importa nada" cover de "Luz Casal" que ganó popularidad en las estaciones de radio, además este contaba con un videoclip dirigido por el conocido director Ricardo Calderon quien ha trabajado con otros artistas juveniles como Belanova y Nikki clan.
Tras el éxito de su primer sencillo decidieron lanzar como el segundo "Viviendo de noche"
un cover del grupo español "Veni vidi vinci" dejando atrás el Low Tempo que mostraron en su primer sencillo, en cambio este mostraba una gran energía con este sencillo iniciaron la segunda etapa de su gira de promoción 2005.
Byte se ha presentado en muchos escenarios entre ellos están Conciertos Exa,¡Es de noche y ya llegue!, Teletón, Fama de Ritmosonlatino, Bailando por México, ID de Telehit, Exposiciones de la Antena Radial, En el canal 7 de Mazatlán, En el primer concurso DJ 40, Conciertos en el Palacio de los deportes, En el certamen para elegir a la “Chica Maxim” (2005) en Puerto Vallarta entre otros.

## Discografía
- 2005: Byte

## Sencillos
- No me importa nada (2005)

- Viviendo de noche (2005)

- Lucha de gigantes (2005)